# 格洛
格洛（法語：Glos，法語發音：[ɡlo] ⓘ）是法国卡尔瓦多斯省的一个市镇，属于利雪区。

## 地理
格洛（49°7'21"N, 0°16'50"E）面积12.93 平方千米，位于法国诺曼底大区卡爾瓦多斯省，该省份为法国西北部沿海省份，北濒大西洋英吉利海峡，东北与滨海塞纳省以海上边界相接，东临厄尔省，南至奧恩省，西与芒什省接壤。
与格洛接壤的市镇（或旧市镇、城区）包括：伯维莱尔、库尔通拉默尔德拉克、菲尔福勒、埃米瓦勒莱沃、利雪、勒梅尼勒纪尧姆、圣让德利韦、圣马丹德拉略。

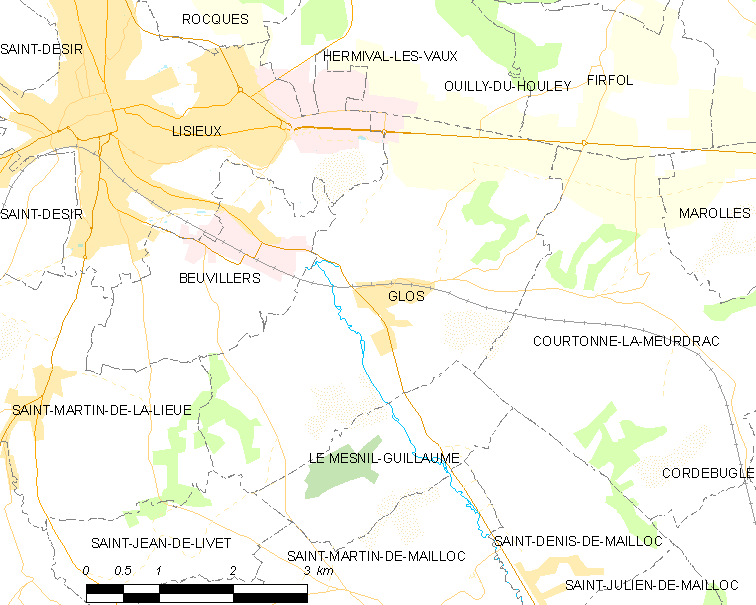
格洛的OSM定位图

格洛的时区为UTC+01:00、UTC+02:00（夏令时）。

## 行政
格洛的邮政编码为14100，INSEE市镇编码为14303。

## 政治
格洛所属的省级选区为利雪县。

## 人口

1962-2008年间格洛人口变化图示

格洛于2022年1月1日时的人口数量为924人。